# Wernoje
Wernoje (russisch Верное, deutsch Pöhlen) ist ein nicht mehr offiziell genannter Ort in der russischen Oblast Kaliningrad (Gebiet Königsberg (Preußen)). Seine Ortsstelle liegt im Gebiet der heutigen Prawdinskoje gorodskoje posselenije (Stadtgemeinde Prawdinsk, deutsch Friedland (Ostpr.)) im Rajon Prawdinsk (Kreis Friedland (Ostpr.)).

## Geographische Lage
Die Ortsstelle von Wernoje liegt 14 Kilometer nördlich der früheren und heute in Polen gelegenen Kreisstadt Bartenstein (polnisch Bartoszyce), 14 Kilometer nördlich dieser Stadt nur wenige hundert Meter vor der russisch-polnischen Staatsgrenze. Nicht weit entfernt verläuft eine Nebenstraße, die von Domnowo (Domnau) über Soldatowo (Sehmen) zum Grenzort Schirokoje (Schönbruch) führt.

## Geschichte

### Ortsgeschichte
Der kleine Ort Pylen erhielt im Jahre 1326 die Handfeste. Nach 1326 nannte man den Ort Peelen, nach 1339 Peln, nach 1410 Pelen und nach 1423 Pelyn. Er entwickelte sich zu einem bedeutenden Gutsdorf mit einem ausgedehnten Park. Am 29. März 1863 wurde der Abbau Pöhlenwalde mit dem Waldhaus Pöhlen von Pöhlen nach Klein Klitten (russisch Storoschewoje) umgegliedert.
Im Jahre 1874 wurde Pöhlen als eigenständiger Gutsbezirk in den Amtsbezirk Schönbruch (heute russischer Teil Schirokoje, heute polnischer Teil Szczurkowo) im ostpreußischen Kreis Friedland (ab 1927: Kreis Bartenstein) aufgenommen. Im Jahre 1910 waren in Pöhlen 112 Einwohner registriert.
Am 30. September 1928 endete die Eigenständigkeit des Gutsbezirks Pöhlen, als er sich mit dem Nachbargutsbezirk Sehmen zur neuen Landgemeinde Sehmen (russisch Soldatowo) zusammenschloss.
Nachdem im Jahre 1945 in Kriegsfolge das gesamte nördliche Ostpreußen an die Sowjetunion überstellt worden war, erhielt Pöhlen im Jahre 1947 die russische Namensform „Wernoje“. Der Ort wurde in den Domnowski selski sowjet (Dorfsowjet Domnowo, deutsch Domnau) eingegliedert und schon lange vor 1975 an den Nachbarort Soldatowo angeschlossen. Heute liegt die Ortsstelle als südlicher Teil Soldatowos im Gebiet der Selbstverwaltungseinheit Rajon Prawdinsk (Munizipal-/Stadtkreis Prawdinsk, deutsch Friedland (Ostpr.)).

### Gut Pöhlen
Das Gut Pöhlen hatte im 14. Jahrhundert unterschiedliche Besitzer. Im 15. Jahrhundert war es 1447 im Besitz eines Engelhard Kob, und 1533 bis 1581 gehörte es Jacob von Kalckstein. Danach wurde Erhard von Kuenheim Besitzer, bis es ab 1816 Condukteur Kienapfel und ab 1902 Walter Freiherr von Schmidtseck gehörte. Dessen Tochter übernahm es 1935, wobei die Verwaltung ihrem Ehemann Axel Freiherr von Senden oblag.
Anfang 1945 umfasste das Gut Pöhlen eine Fläche von 462 Hektar. Davon waren 328 Hektar Acker, 60 Hektar Weiden, 62 Hektar Wald und Wasser und 12 Hektar Wege, Hoflage und Ödland. Rinder- und Schweinezucht waren die Haupterwerbszweige, dazu kam die Haltung von Pferden, Schafen, Geflügel und Bienenvölkern.
Der Gebäudebestand umfasste das Gutshaus mit Nebengebäude, vier Zweifamilienhäuser mit vier Ställen, zwei Sechsfamilienhäuser mit zwei Ställen sowie zahlreiche Gebäude für die Viehhaltung und zur Lagerung von Feldartikeln.

## Kirche
Bis 1945 war Pöhlen in die evangelische Kirche Schönbruch in der Kirchenprovinz Ostpreußen der Kirche der Altpreußischen Union, außerdem in die römisch-katholische Kirche Bartenstein im Bistum Ermland eingepfarrt.

## Verkehr
Der Ortsteil Wernoje von Soldatowo liegt südwestlich einer Nebenstraße, die von Domnowo (Domnau) nach Schirokoje (Schönbruch) führt und dort auf die russische Fernstraße 27A-030 (einstige deutsche Reichsstraße 142) nach Prawdinsk trifft.